# マクシム・ボッチャー
マクシム・ボッチャー（英: Maxime Bôcher、1867年8月28日 – 1918年9月12日
）は、アメリカ合衆国の数学者。微分方程式、級数、代数学においておよそ100の論文を発表した。初学者向けの教科書 Trigonometry、Analytic Geometry などを執筆した。

## 経歴
マサチューセッツ州のボストンに生まれた。両親はキャロライン・リトル（Caroline Little）とファーディナンド・ボッチャー（Ferdinand Bôcher）。父ファーディナンドはマクシムの誕生時マサチューセッツ工科大学で現代言語学の教授を務めており、1872年にハーバード大学でフランス語の教授となった。
マクシム・ボッチャーはマサチューセッツの数多の公立学校・私立学校で教育を受け、また両親からも教育を施された。1883年、ケンブリッジラテン学校を卒業した。1888年にハーバード大学で最初の学位を獲得した。ボッチャーの学習範囲は、数学、ラテン語、化学、哲学、動物学、地理学、測地学、気象学、ローマ美術、音楽など、多岐に渡った。
ボッチャーは名声ある賞を幾つも受賞しており、その功績を認められ、研究のためにヨーロッパへ旅することができた。数学研究において一流と評価されたドイツのゲッティンゲン大学に通い、フェリックス・クライン、アルトゥール・モーリッツ・シェーンフリース、ヘルマン・シュヴァルツ、イサイ・シューア、ヴォルデマール・フォークトらの下で学んだ。1891年、クラインの勧めで研究した題目を主題として論文 Über die Reihenentwicklungen der Potentialtheorie（ドイツ語で、「ポテンシャル関数の級数への発展」の意）を書いて、ゲッティンゲン大学の賞を授与された。
1899年にアメリカ芸術科学アカデミー会員、1909年に米国科学アカデミー会員、1916年にアメリカ哲学協会会員に選出された。
ゲッティンゲン滞在中にマリー・ニーマン（Marie Niemann）と出会って、1891年7月に結婚した。ヘレン（Helen）、エスター（Esther）、フレデリック（Frederick）の三人の子を儲けた。妻とともにアメリカに帰国し、ハーバードで講師職を得た。目覚ましい功績を上げたことで1894年にアシスタント・プロフェッサーに任命された。1904年には数学の正教授となった。 1908年から1910年までアメリカ数学会の会長を務めていた。
46歳で既に健康を悪化させる兆候があり、慢性的な病に悩まされた。1918年マサチューセッツ州、ケンブリッジで没した。

## ボッチャーの定理
ボッチャーの定理は、定数関数でない有理関数r(z)について、r(z)の零点に正の質量を持つ粒子を置いて、r(z)の極に負の質量を持つ粒子を置いたとき、導関数r' (z)の、r(z)の零点でない有限の零点は、力場において釣り合うように配置されることを主張する。 ただし、粒子の質量の大きさはそれぞれの重複度に等しい。

## ボッチャーの方程式
ボッチャーの方程式（Bôcher's equation）は、次の形式で表される2次常微分方程式である。
{\displaystyle y''+{\frac {1}{2}}\left[{\frac {m_{1}}{x-a_{1}}}+\cdots +{\frac {m_{n-1}}{x-a_{n-1}}}\right]y'+{\frac {1}{4}}\left[{\frac {A_{0}+A_{1}x+\cdots +A_{\ell }x^{\ell }}{(x-a_{1})_{1}^{m}(x-a_{2})_{2}^{m}\cdots (x-a_{n-1})_{n-1}^{m}}}\right]y=0}

## ボッチャー記念賞
ボッチャー記念賞はアメリカ数学会が創設したボッチャーの名を冠する賞で、 North American journal に解析学の顕著な研究を発表した者に授与される。
受賞者には、ジェームズ・ワッデル・アレグサンダー2世（1928）、エリック・テンプル・ベル（1924）、ジョージ・デビット・バーコフ（1923）、ポール・コーエン（1964）ソロモン・レフシェッツ（1924）、 マーストン・モース（1933）、ノーバート・ウィーナー（1933）、ジョン・フォン・ノイマン（1938）らがいる。

## 作品
- Ueber die Reihenentwicklungen der Potentialtheorie. (1894)
- “Randwertaufgaben bei Gewöhnlich Differentialgleichung”. Encyclopädie der mathematischen Wissenschaften 2–1–1. (1900).
- E. P. R. DuVal (1907). Introduction to Higher Algebra
- Introduction to the study of Integral Equations. (1909)
- Leçons sur les méthodes de Sturm dans la théorie des équations différentielles linéaires et leurs développements modernes. (1917)

ボッチャーは雑誌  Annals of Mathematics と Transactions of the American Mathematical Society の編集者であった。